# 探偵 神宮寺三郎 復讐の輪舞
『探偵 神宮寺三郎 復讐の輪舞』（たんてい じんぐうじさぶろう ふくしゅうのロンド）は、2012年6月28日にアークシステムワークスから発売されたニンテンドー3DS用ゲームソフト。
「探偵 神宮寺三郎シリーズ」の16作目にあたり、シリーズ25周年記念作品。そして、ワークジャムが開発した最後の「探偵 神宮寺三郎シリーズ」となった。

## 本作の特徴
キャラクターが全員、3Dアニメで描かれている。さらにムービーでは各キャラクターにボイスが当てられている。
今回、パスワードシステムや謎の事件簿は収録されていない。その代わり、キャラクターファイルシステムを採用。移動中やサーチシステムの際にさまざまな場所を調べることによってカードを入手できる。『新宿中央公園殺人事件』から『赤い蝶』までのシリーズ作品と、『アカイメノトラ』から『亡き子の肖像』までの携帯アプリ作品の登場人物のプロフィールが収められている。

## ストーリー
神宮寺は、とあるビルの中で鶴賀組という暴力団の手により監禁されていた。監視の目が離れた隙に、ビルからの脱出に成功する。しかし、街頭ビジョンに映し出されたのは神宮寺の愛車の中で死んでいた依頼人。そして警察が事件の重要参考人として神宮寺を手配したというニュースだった。

## 登場人物
神宮寺 三郎（じんぐうじ さぶろう）
声 - 小杉十郎太
御苑 洋子（みその ようこ）
声 - 吉田聖子
熊野 参造（くまの さんぞう）
声 - 楠見尚己
君島 弘樹（きみしま ひろき）
神宮寺の車のなかで死体となって発見された。君島製紙工場の社長。神宮寺に自分の身の回りの不審者調査を依頼していた。
君島 裕太（きみしま ゆうた）
声 - 新垣樽助
弘樹の息子。今時の若者のようなファッションだが、性格は慎重で思慮深い。現在、鶴賀組と付き合いがあるようだ。
本木 早苗（もとき さなえ）
声 - 神田みか
弘樹の元再婚相手。君島製紙工場に在籍していたが、研究内容で当時の社長と対立し退職。現在は癌のため入院中。
本木 比奈（もとき ひな）
声 - 吉田聖子
早苗の娘。フラワーコーディネーターとして花屋で働いている。
果林（かりん）
声 - 神田みか
アパレル会社「ハニーエルス」の社長を自称する女性。比奈と仲が良く、早苗の入院費を援助している。神宮寺の監禁中、鶴賀組の構成員に指示を出していた。
天野 信也（あまの しんや）
声 - 松本忍
鶴賀組構成員。神宮寺に恨みを持っている。実は「伏せられた真実」の冒頭で、神宮寺によって逮捕された人物。しかし、神宮寺はまったく覚えていないようだ。
雪村 虎（ゆきむら とら）
骨董品店「春夏秋冬（ひととせ）」の店長。携帯アプリ作品「揺らめくひととせ」での依頼人。逃亡中の神宮寺に対し、洋子と情報交換ができる場所を提供する。